# Sophronica ikuthensis
Sophronica ikuthensis là một loài bọ cánh cứng trong họ Cerambycidae.